# Захаровці
Захаровці (словац. Zacharovce, угор. Zeherje) — село, громада в окрузі Рімавська Собота, Банськобистрицький край, Словаччина. Кадастрова площа громади — 6,81 км². Населення — 393 осіб (за оцінкою на 31 грудня 2017 р.).

## Історія
Перша згадка 1320 року. Сучасна назва з 1808 року.
1828 року село мало 35 домогосподарств і 262 мешканці.
У 1938—1944 рр. — у складі Угорщини.

## Населення
| Рік:            | 1994. | 2004.   | 2014.   | 2024.   |
| --------------- | ----- | ------- | ------- | ------- |
| Кількість осіб: | 371   | 403     | 401     | 382     |
| Різниця:        |       | +8,62 % | -0,49 % | -4,73 % |

| Рік:            | 2023. | 2024.   |
| --------------- | ----- | ------- |
| Кількість осіб: | 386   | 382     |
| Різниця:        |       | -1,03 % |